# Сан Бјађо (Козенца)
Сан Бјађо је насеље у Италији у округу Козенца, региону Калабрија.
Према процени из 2011. у насељу је живело 71 становника. Насеље се налази на надморској висини од 310 м.